# Krasnosilka, Krîjopil
Krasnosilka (în ucraineană Красносілка) este localitatea de reședință a comunei Krasnosilka din raionul Krîjopil, regiunea Vinnița, Ucraina.

## Demografie
Componența lingvistică a localității Krasnosilka
     Ucraineană (98,4%)
     Rusă (1,42%)
Conform recensământului din 2001, majoritatea populației localității Krasnosilka era vorbitoare de ucraineană (98,4%), existând în minoritate și vorbitori de rusă (1,42%).